# Municipio de Calhoun (condado de Harrison)
El municipio de Calhoun (en inglés: Calhoun Township) es un municipio ubicado en el condado de Harrison en el estado estadounidense de Iowa. En el año 2010 tenía una población de 362 habitantes y una densidad poblacional de 6,66 personas por km².

## Geografía
El municipio de Calhoun se encuentra ubicado en las coordenadas 41°37′38″N 95°52′2″O / 41.62722, -95.86722. Según la Oficina del Censo de los Estados Unidos, el municipio tiene una superficie total de 54.37 km², de la cual 54,34 km² corresponden a tierra firme y (0,06 %) 0,03 km² es agua.

## Demografía
Según el censo de 2010, había 362 personas residiendo en el municipio de Calhoun. La densidad de población era de 6,66 hab./km². De los 362 habitantes, el municipio de Calhoun estaba compuesto por el 98,07 % blancos, el 1,38 % eran de otras razas y el 0,55 % eran de una mezcla de razas. Del total de la población el 3,31 % eran hispanos o latinos de cualquier raza.